# جايسون روبرت براون
جايسون روبرت براون (بالإنجليزية: Jason Robert Brown)‏ هو ملحن وعازف بيانو أمريكي، ولد في 20 يونيو 1970 في أوسينينغ في الولايات المتحدة.

## وصلات خارجية
- الموقع الرسمي
- جايسون روبرت براون على موقع IMDb (الإنجليزية)
- جايسون روبرت براون على موقع ميوزك برينز (الإنجليزية)
- جايسون روبرت براون على موقع قاعدة بيانات برودواي على الإنترنت (الإنجليزية)
- جايسون روبرت براون على موقع ديسكوغز (الإنجليزية)